# 旭岳溫泉
43°38′49.7″N 142°47′27.8″E / 43.647139°N 142.791056°E
旭岳温泉是位於北海道上川郡東川町大雪山主峰旭岳山腰的一處溫泉區，被稱為大雪山的「表玄關」，在夏季常成為登山口的據點。
溫泉區位於大雪山的西側，大雪山的另外一側（東側）則是著名的溫泉區層雲峽溫泉，與之相較之下，旭岳溫泉區開發較少，全區旅館、民宿、青年旅舍等住宿單位約只有十家。
從旭岳溫泉無需登山裝備，可直接搭乘旭岳纜車可直接到旭岳的「姿見之池」並在週邊散步。

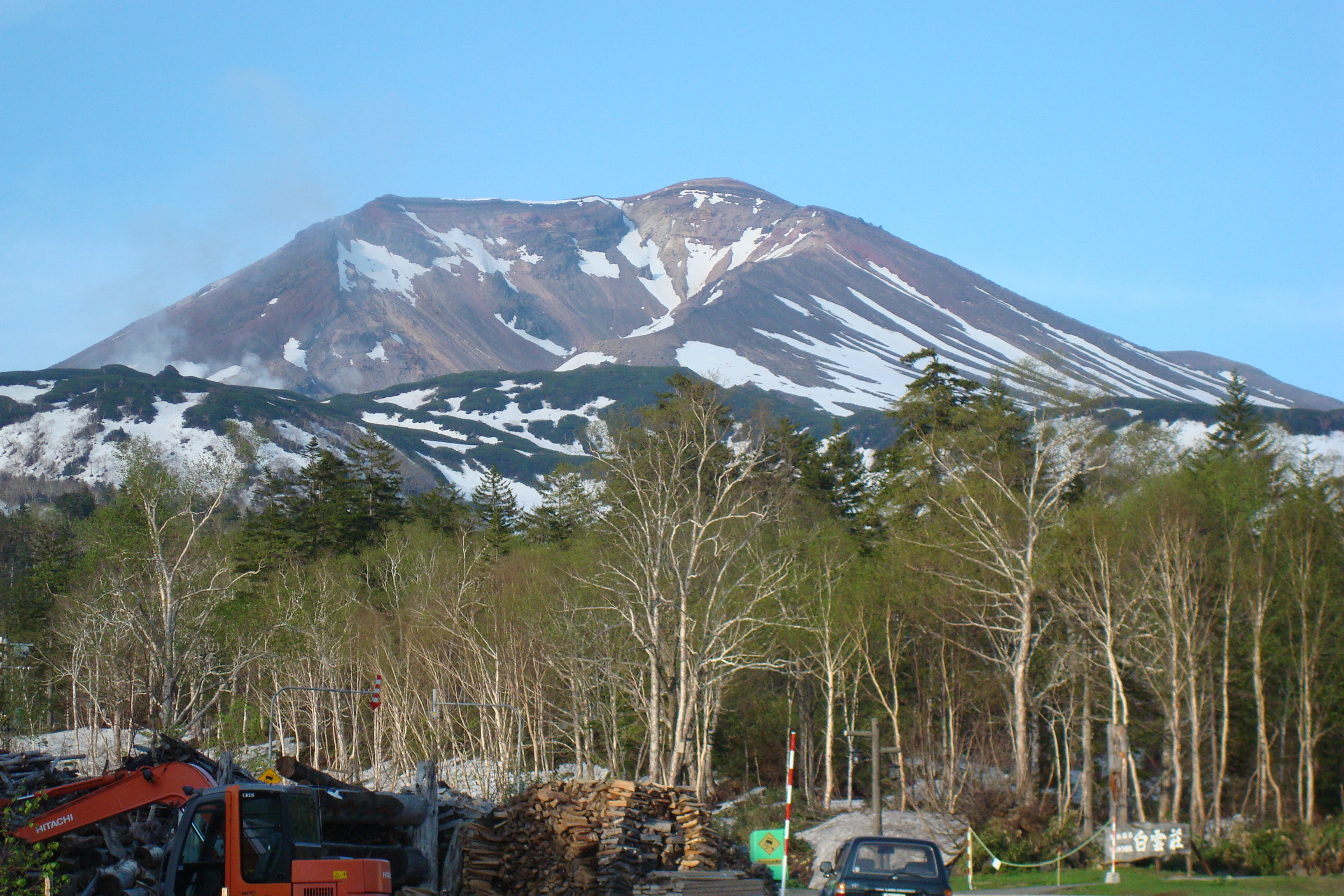
夏季從旭岳溫泉看到的旭岳
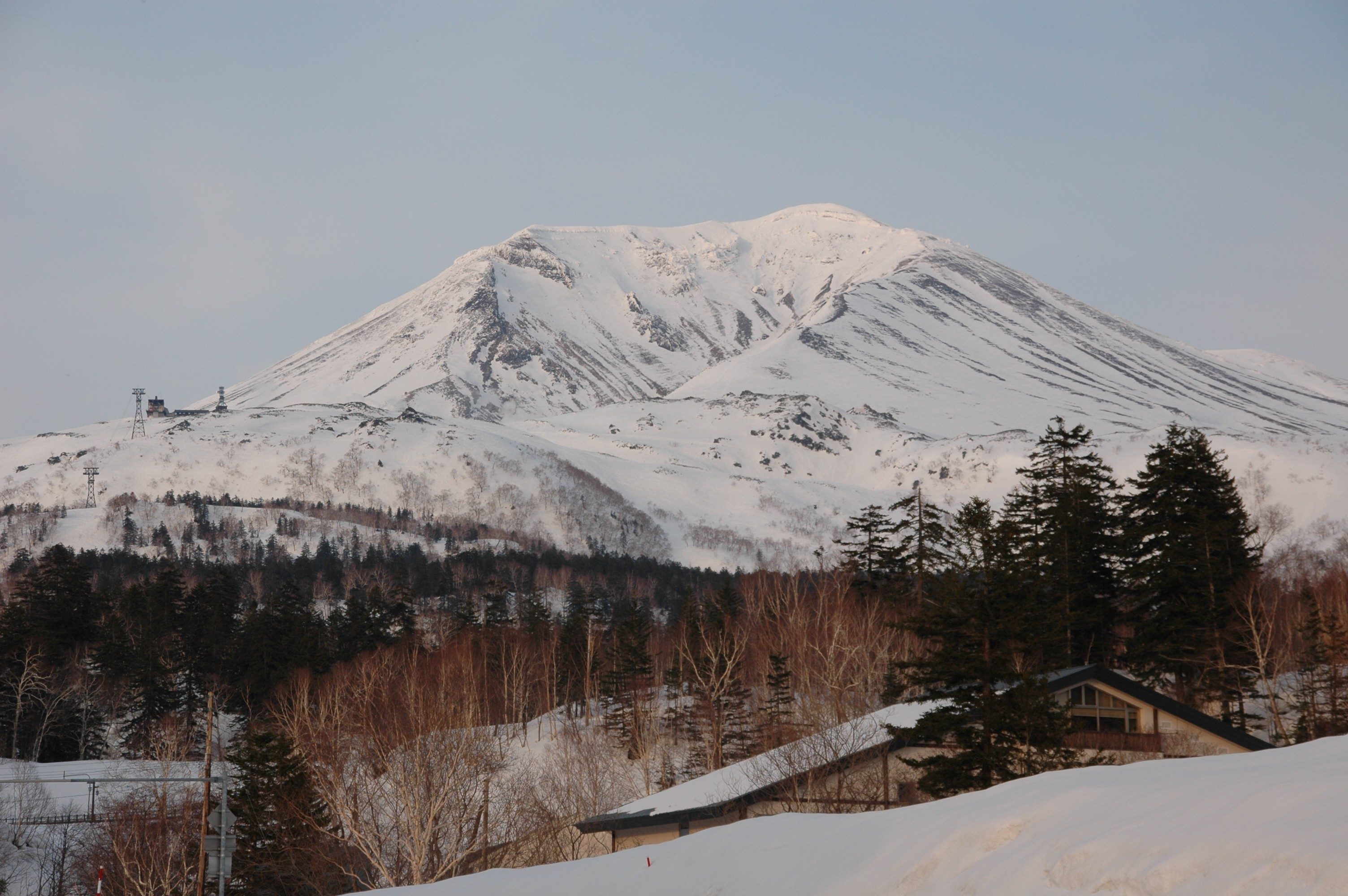
冬季從旭岳溫泉看到的旭岳

## 歴史
本地最早被稱「湧駒別」（在阿伊努語中是「留向熱水的河川」），而正式的文獻紀錄，是在1914年由旭川的居民阿久津啓吉發現此地的溫泉，並於1916年建立的泡溫泉的小屋，此地在當時被稱為「勇駒別溫泉」。1954年通往本地的道路完工，1967年旭岳纜車開始營運。
1982年地名更改為旭岳温泉。

## 外部連結
- （日語） 旭岳溫泉 （页面存档备份，存于） - 山之温泉導覽
- （日語） 旭岳溫泉 - 東川町觀光網站